# Riec-sur-Belon
Riec-sur-Belon (tiếng Breton: Rieg) là một xã của tỉnh Finistère, thuộc vùng Bretagne, miền tây bắc Pháp.

## Dân số
Người dân ở Riec-sur-Belon được gọi là Riécois.